# Lostorageのディスコグラフィ
- WIXOSS > Lostorage incited WIXOSS > Lostorageのディスコグラフィ

Lostorageのディスコグラフィ（ロストレージのディスコグラフィ）では、日本のアニメ作品『Lostorage』シリーズ（テレビシリーズ第1期『Lostorage incited WIXOSS』、第2期の『Lostorage conflated WIXOSS』）およびインターネットラジオ『Lostorage radio WIXOSS』関連のCDについて記述する。
発売元はサウンドトラックおよびBD/DVD特典ドラマCDがワーナー・ブラザース・ホームエンターテイメント、ラジオCDおよび各種特典・限定CDがタブリエ・コミュニケーションズ。

## サウンドトラック
『Lostorage incited WIXOSS オリジナル・サウンドトラック』（ロストレージ インサイテッド ウィクロス オリジナルサウンドトラック）は2016年12月21日に発売された。
全シリーズ『selector』のサウンドトラック（music particle）はBD/DVD特典として付属していたが（サウンドトラックはiTunes Store他の音楽配信サイトでも販売）、映像ソフトの販売方法変更（1巻4話単位→2話単位）によりサウンドトラック単体での発売となっている。
収録曲の作曲は全曲とも井内舞子。

### 収録曲
| トラック | 曲名                          | 作曲     |    | トラック                 | 曲名                    | 作曲     |
| -------- | ----------------------------- | -------- | -- | ------------------------ | ----------------------- | -------- |
| 01       | Prelude 〜 I’ll stay here     | 井内舞子 |    | 17                       | WIXOSS 〜 for Lostorage | 井内舞子 |
| 02       | sign                          | 井内舞子 | 18 | Battle 〜 Static Tactics |                         | 井内舞子 |
| 03       | The Lowdown                   | 井内舞子 | 19 | 鳴海勝                   |                         | 井内舞子 |
| 04       | Battle Field 〜 for Lostorage | 井内舞子 | 20 | 墨田壮                   |                         | 井内舞子 |
| 05       | Battle 〜 Zero Hour           | 井内舞子 | 21 | 白井翔平                 |                         | 井内舞子 |
| 06       | 御影はんな                    | 井内舞子 | 22 | Spinning Coin            |                         | 井内舞子 |
| 07       | Black List                    | 井内舞子 | 23 | with sorrow-filled eyes  |                         | 井内舞子 |
| 08       | 里見紅                        | 井内舞子 | 24 | Distant Piano 2          |                         | 井内舞子 |
| 09       | Mind Control                  | 井内舞子 | 25 | Slightly Uneasy          |                         | 井内舞子 |
| 10       | Half Empty                    | 井内舞子 | 26 | Monster                  |                         | 井内舞子 |
| 11       | Open!                         | 井内舞子 | 27 | Deep Current             |                         | 井内舞子 |
| 12       | Battle 〜 Sonic Mind          | 井内舞子 | 28 | Sence of Sorrow          |                         | 井内舞子 |
| 13       | Dark Intent                   | 井内舞子 | 29 | Battle 〜 End of Life    |                         | 井内舞子 |
| 14       | Her Ruin                      | 井内舞子 | 30 | Battle 〜 Take Me Back   |                         | 井内舞子 |
| 15       | Battle 〜 Even the Score      | 井内舞子 | 31 | I’ll stay here           |                         | 井内舞子 |
| 16       | Distant Piano 1               | 井内舞子 |    |                          |                         |          |

## BD/DVD特典ドラマCD
『感染。ドクターはんなの毒キュンラジオ』（かんせん ドクターはんなのどくキュンラジオ）は、BD/DVDの第3〜6巻初回盤に付属の特典ドラマCD。
1. PHASE1 穂村すず子のWIXOSSクッキング（第3巻特典）
2. PHASE2 はんなとナナシのドキドキ☆恋のお悩み相談室（第4巻特典）
3. PHASE3 はんなと莉緒ちゃん、動物園へ行く
4. PHASE4 はんなと“僕があたしで私が俺で”

## ラジオCD
前番組『selector radio WIXOSS』と同様に、各巻ともインターネットラジオ『Lostorage radio WIXOSS』録り下ろしパートを収録したオーディオCDと番組のゲストパート部分を収録したデータCDの2枚組。

### Vol.1
2016年12月31日発売。初回盤にはTCG『WIXOSS』プロモカード・PR-368《バイオ・ハザード》が付属。
- 商品番号：TBZR-0769/0770

オーディオCD
新規録り下ろし。パーソナリティは橋本ちなみと伊藤静、ゲストは金元寿子。
データCD
第1 - 8回のダイジェストを収録。ゲストは以下の通り。
- 第5・6回：井口裕香（森川千夏役）
- 第7回：金元寿子（メル役）
- 第8回：井口裕香（森川千夏役） - 公開録音

### Vol.2
2017年3月29日発売。初回盤にはTCG『WIXOSS』プロモカードが付属。
- 商品番号：TBZR-0825/0826

オーディオCD
新規録り下ろし。パーソナリティは橋本ちなみと伊藤静、ゲストは間島淳司。
データCD
第9 - 17回のダイジェストを収録。ゲストは以下の通り。
- 第17回：間島淳司（墨田壮役）